# لي نيكول
لي نيكول (بالإنجليزية: Leigh Nicol)‏ (26 سبتمبر 1995 - ) هي لاعبة كرة قدم بريطانية في مركز الوسط. لعبت مع London Bees ‏ وReading F.C. Women ‏ وMillwall Lionesses L.F.C. ‏.

## وصلات خارجية
- لي نيكول على موقع قاعدة بيانات كرة القدم.إي يو (الإنجليزية)
- لي نيكول على موقع Soccerway.com (الإنجليزية)